# Metasomatisme
Metasomatisme is in de geologie een vorm van metamorfose of alteratie waarbij een gesteente van samenstelling verandert door interactie met een externe bron van materiaal. De reactie tussen het gesteente en de externe bron verandert de mineralen in het gesteente. Bij metasomatisme is een gesteente een open systeem waarvan de samenstelling verandert. Metasomatisme gebeurt meestal door hydrothermale vloeistoffen die het gesteente binnendringen, waarin elementen of stoffen opgelost zijn. Het kan ook plaatsvinden door de diffusie van elementen of stoffen langs de grenzen van de kristallen waaruit het gesteente is opgebouwd (korrelgrensdiffusie). Bij metasomatisme blijft het gesteente volledig in de vaste fase.
Metasomatisme is een bijzondere vorm van metamorfose. Bij normale metamorfose blijft de samenstelling van het gesteente gelijk en veranderen alleen de mineralen.

## Proces

### Vormen van metasomatisme
Twee vormen van metasomatisme worden onderscheiden:
- bij cryptisch metasomatisme verandert de mineraal-samenstelling van het gesteente niet, maar worden mineralen (die vaak uit een vaste mengreeks bestaan) aangerijkt of juist verarmd in een bepaald element. De naam cryptisch (verborgen) geeft aan dat de verandering niet zichtbaar is, de mineralen blijven immers hetzelfde. Dit type metasomatisme kan de geothermometers en geobarometers in de war schoppen.
- bij normaal metasomatisme verandert de mineraal-samenstelling van het gesteente. Dit kan doorgaan tot een compleet ander gesteente is ontstaan. Vaak is moeilijk te ontdekken hoe, wanneer of in hoeverre metasomatisme plaats heeft gevonden, waardoor het moeilijk is te bepalen wat de samenstelling van het originele gesteente (de protoliet) is geweest.

### Hydrothermale vloeistoffen
Diffusiestroming van water of andere vloeistoffen en gassen vindt op grotere diepte plaats op moleculaire schaal. De stroming wordt gedreven door een chemisch potentiaal, dat ontstaat door temperatuur- of concentratieverschillen in de gesteenten. Deze verschillen kunnen op twee manieren ontstaan:
- door magmatische activiteit: als een heet magmalichaam in de aardkorst doordringt, zullen aanwezige vloeistoffen warmer worden en omhoog bewegen.
- door prograde metamorfe reacties, waarbij water vrijkomt. Dit vrijkomend water veroorzaakt een concentratieverschil waardoor stroming ontstaat.

Deze hydrothermaal stromende vloeistoffen treden op als oplosmiddel voor makkelijk oplosbare stoffen.
Een speciale vorm van metasomatisme is pteumatolyse, waarbij in plaats van vloeistoffen gassen een belangrijke rol spelen.

### Werking op gesteente
Metasomatisme vindt plaats door massatransfer, het blijft niet beperkt tot het verrijken of verarmen van bepaalde elementen of vloeistoffen. Om op een bepaalde plek gesteente te metasomatiseren zal op een andere plek een ander gesteente ook gemetasomatiseerd moeten worden. Het simpelste voorbeeld is het hydratie (toevoegen van water) op één plek en water door een chemische reactie weghalen op een andere plek. Zo worden goudafzettingen gevormd door de concentratie van goud in gehydrateerde schuifzones. Het gesteente is ter plekke vaak sterk veranderd door metasomatisme. Het brongesteente bestaat vaak uit een aantal kubieke kilometer ogenschijnlijk onveranderd gesteente. Door de natuur van het proces weten we echter dat ook dit gesteente metasomatisme moet hebben ondergaan.
Vaak verandert door metasomatisme het volume of de dichtheid van het gesteente. De textuur en structuur van het gesteente blijft (zeker op grotere schaal) gelijk, ook als de mineraalsamenstelling compleet veranderd wordt. Men heeft het in dat laatste geval wel over een pseudomorf gesteente.

## Voorkomen

### Gemetasomatiseerde gesteenten
Gemetasomatiseerde gesteenten kunnen zeer divers zijn. Soms zijn gesteenten slechts licht veranderd, zodat de enige aanwijzing voor metasomatisme een kleurverschil of een verschil in de grootte van mica-kristallen is. In zulke gevallen kan het gesteente onder de microscoop of elektronenmicroscoop bekeken worden. De mineraal-samenstelling van het gesteente, de chemische samenstelling van de mineralen en sporen van mineraalgroei (oude tegenover nieuwere mineralen) kunnen allemaal aanwijzingen geven over wat precies gebeurd is.
In sommige gevallen kan een hoge concentratie van bepaalde mobiele (makkelijk oplosbare) elementen zoals barium, strontium, rubidium, calcium en sommige zeldzame aarden verraden dat metasomatisme heeft plaatsgevonden.
De precieze samenstelling van de protoliet kan meestal echter pas bepaald worden als deze in ongemetasomatiseerde toestand wordt gevonden. Als het metasomatisme intens was is dit daarom vaak niet mogelijk.

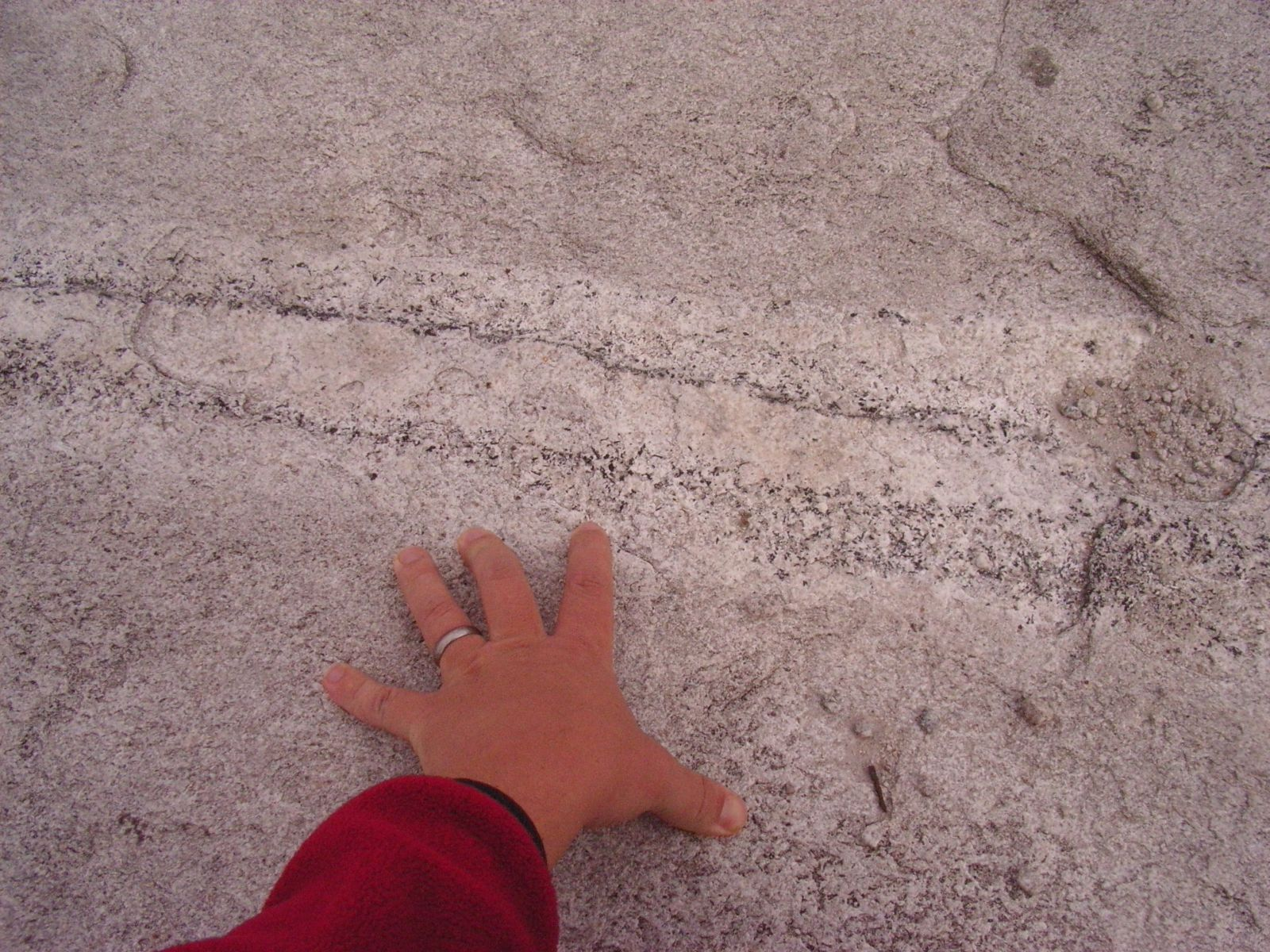
Lichte banden van albiet, hornblende en toermalijn, gevormd door metasomatisme in een (meta-) granietlichaam in Stone Mountain, Georgia, Verenigde Staten. Duidelijk te zien is de zonering in hornblende (zwart, spikkels) en albiet (wit, massief) vanaf de rand van de band naar buiten toe.

### Metasomatisme rond magmatische intrusies in de korst
Bij een intrusie kan metasomatisme zorgen voor het ontstaan van skarns en greisens en inwerken op de hornfels die rond de intrusie ontstaat door contactmetamorfose. De meeste intrusies in de continentale korst zijn felsisch van samenstelling, en bevatten een hoge concentratie "bijzondere" lithofiele elementen. Deze kunnen door op te lossen in de hydrothermale vloeistof via metasomatisme in het gesteente rond de intrusie terechtkomen. Vaak vormen deze gesteenten daarom de bron van ertsen.
Skarn is een gesteente dat wordt gevormd door metasomatisme in de buurt van granietintrusies door reacties met gesteenten als kalksteen, marmer of banded iron formations; greisen is een gesteente dat ontstaat door metasomatisme in of, aan de rand van, een granietlichaam.

### Metasomatisme en metamorfose
Diep in de korst vindt metasomatisme plaats door diffusie van hydrothermale vloeistoffen (en de opgeloste stoffen) van plekken van hoge naar plekken van lagere mechanische spanning en temperatuur. Metamorf gesteente verliest als het dieper komt door metamorfe reacties water en andere vluchtige bestanddelen. Gehydrateerde mineralen worden omgezet naar "drogere" mineralen (het gesteente wordt als het dieper komt als het ware "opgebakken"). De vrijkomende vloeistoffen stijgen op naar ondiepere delen van de korst en dienen als oplosmiddel voor metasomatisme.
Omdat voor retrograde metamorfe reacties bijna altijd water nodig is, komen metasomatisme en metamorfose vaak hand in hand voor.
Een bekend voorbeeld van metasomatisme zijn schuifzones waarin de complete protoliet is vervangen door mica's en andere gehydrateerde mineralen als chlorieten, muscoviet en serpentiniet.

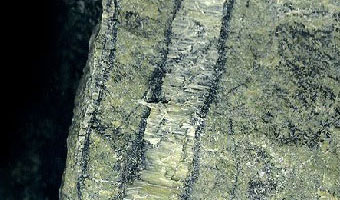
Een ader in een peridotiet, gevuld met de vezelige mineralen chrysotiel en serpentiniet. Beide ontstaan door een reactie van olivijn (een mineraal waar peridotiet grotendeels uit bestaat) met water.

### Metasomatisme in de mantel
In de aardmantel kan de samenstelling van peridotiet (waaruit de mantel grotendeels bestaat) worden veranderd door zowel hydrothermale vloeistoffen als de intrusie van verschillende soorten magma. Vooral in de mantelwig boven subductiezones is dit belangrijk, omdat de subducerende plaat nog veel vloeistoffen en lichtere gesteenten bevat die op die diepte smelten en/of omhoog beginnen te bewegen (door de wig heen). De peridotiet waar de mantelwig uit bestaat wordt hierdoor gemetasomatiseerd.
Carbonatitische en felsische intrusies worden vaak gezien als oorzaak voor de verrijking van peridotiet met incompatibele elementen. De opstijgende magma reageert met de omringende peridotiet waarbij via diffusiestroom cryptisch metasomatisme plaatsvindt. Dat dit type metasomatisme plaatsgevonden heeft kan soms worden opgemaakt uit gradiënten in de mineraal-samenstelling van gesteente rond pyroxeniet-dikes.
In peridotieten kan modaal metasomatisme leiden tot omzetting naar amfibolen en flogopiet (een witte mica). Dat deze mineralen voorkomen in peridotiet-xenolieten wordt gezien als sterk bewijs dat metasomatisme ook in de mantel plaatsvindt. Andere mineralen in peridotiet waarvan vermoed wordt dat ze door metasomatisme zijn ontstaan zijn dolomiet, calciet, ilmeniet, rutiel en armalcoliet.

### Metasomatische mineraalassemblages
Een aantal typische mineraalassemblages die in gesteenten kunnen ontstaan door metasomatisme zijn:
- Propylitisch: wordt veroorzaakt door hydrothermale vloeistoffen waarin ijzer en zwavel opgelost is. Typische mineralen zijn epidoot, chlorieten en pyriet, vaak ook hematiet en magnetiet.
- Albiet-epidoot: wordt veroorzaakt door hydrothermale vloeistoffen waarin silica, natrium en calcium zit opgelost. typische mineralen zijn albiet, chert en epidoot.
- Kaliumrijk: dit type is karakteristiek bij goudafzettingen. Typische mineralen zijn kaliumrijke mica's, zoals biotiet in ijzerrijke gesteente, muscoviet of sericiet in felsische stollingsgesteenten en zalmroze aders met orthoklazen.

Zeldzamere typen hydrothermale vloeistoffen zijn bijvoorbeeld die waarin kalk is opgelost, waarbij door metasomatisme kalksilicaten gevormd worden of silica-hematietrijke vloeistoffen, waarbij jasperoiden, manto ertsen en chertlagen in dolosteen gevormd worden.

## Historische achtergrond
Hoewel veel aanwijzingen voor metasomatisme bekend waren, heeft het tot ver in de tweede helft van de twintigste eeuw geduurd voordat algemeen werd geaccepteerd dat dit een belangrijk proces in de aardkorst is. De belangrijkste reden was dat petrologen tot de jaren vijftig verdeeld waren in twee kampen door het granietdebat. Het ene kamp geloofde dat graniet ontstond door het stollen van magma, het andere dat het ontstond door metasomatisme (granitisatie). Nadat Bowen en Tuttle via experimenten hadden aangetoond dat graniet door stolling van magma ontstaat raakte metasomatisme een tijd uit de gratie. Pas nadat in de jaren zeventig een scheikundig/natuurkundige achtergrond voor het proces werd gevonden raakte metasomatisme weer een aanvaardbaar proces ter verklaring van geochemische en petrologische fenomenen.